# 克里斯托夫·托马斯·舍夫勒

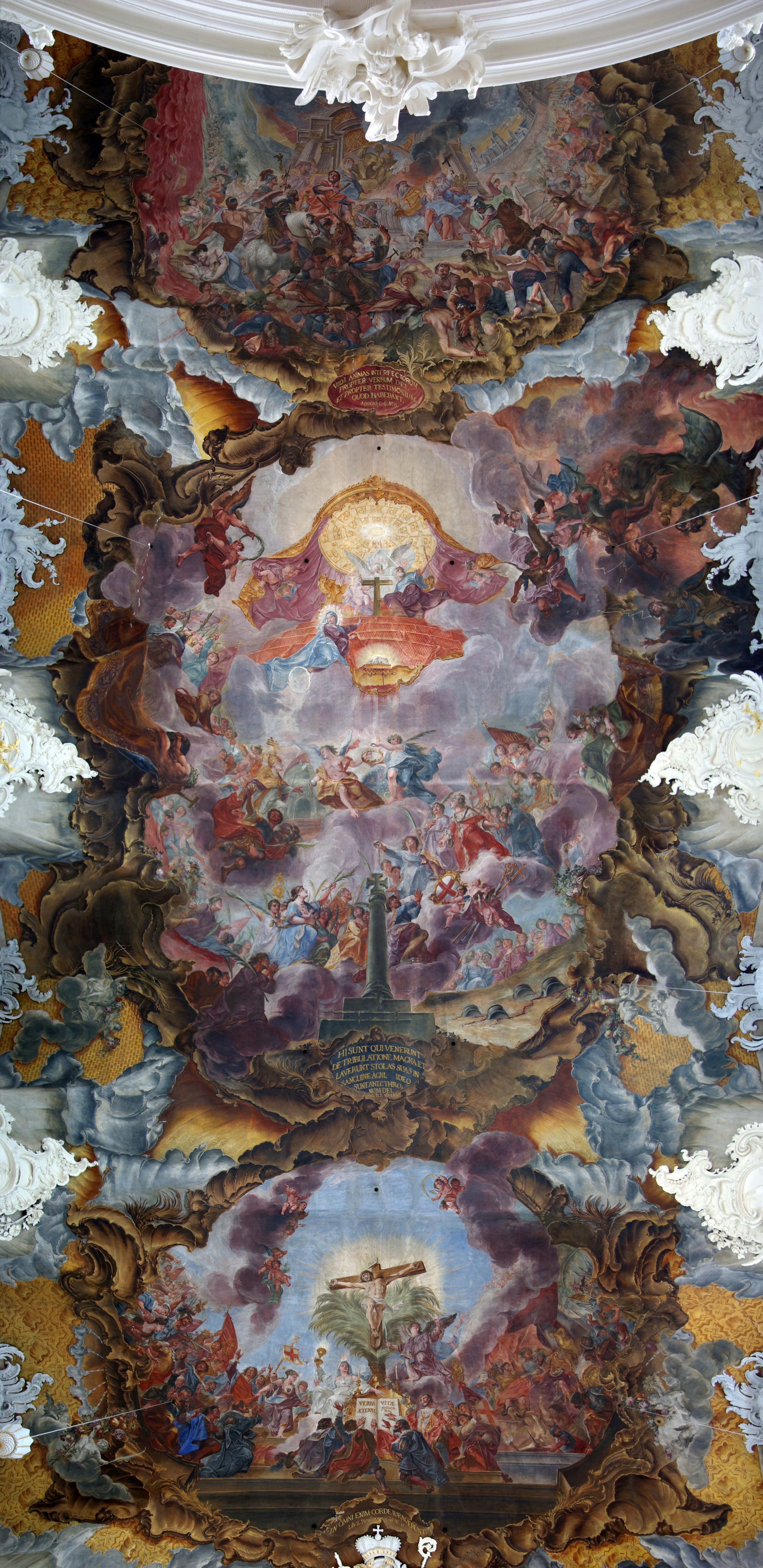
克里斯托夫·托马斯·舍夫勒为特里尔圣保罗教堂创作的壁画

克里斯托夫·托马斯·舍夫勒（Christoph Thomas Schaffler，1699年12月20日—1756年1月25日），是一位洛可可时代的德国画家，他以湿壁画闻名。
舍夫勒出生于美因堡，从他父亲沃尔夫冈·舍夫勒（Wolfgang Scheffler）那里学会了绘画贸易。1719年和1722年之间，他作为熟练工为科斯马斯·达米安·阿萨姆（Cosmas Damian Asam）工作。1722年，他加入耶稣会，为一些教堂绘画。1728年，他定居在奥格斯堡，直到1756年去世。
他的作品包括霍伊森施塔姆圣采齐利亚（St. Cäcilia）教堂，特里尔圣保罗（St. Paulin）教堂。他为美因茨教堂创作的壁画，在二战期间被毁。

## 外部連結
- Website of St. Cäcilia （页面存档备份，存于） （德文）
- Scheffler's entry （页面存档备份，存于） at the Biographic-Bibliographic Church Encyclopedia （德文）